# Campyloneurus longitergum
Campyloneurus longitergum (лат.) — вид паразитических наездников рода Campyloneurus из семейства Braconidae.

## Распространение
Китай (Yunnan)

## Описание
Мелкие бракониды (около 7 мм). Усики тонкие, нитевидые, состоят из 54 члеников. От близких видов отличается следующими признаками: пятый тергит метасомы грубо скульптурирован (пятый тергит метасомы в значительной степени гладкий у сходного вида Campyloneurus cingulicauda); шестой и седьмой тергиты метасомы полностью чёрные (у C. cingulicauda беловато-жёлтые сзади); проподеум чёрный (у C. cingulicauda красновато-коричневый); яйцеклад равен 0,4 длины переднего крыла.
Третий тергит брюшка в задней части с хорошо развитой зазубреной поперечной бороздкой. Усики длиннее переднего крыла; дорсальный клипеальный край килевидный; брюшко гладкой и блестящее. Предположительно эктопаразитоиды личинок жуков.